# Ippy (subprefektur)
Ippy är en subprefektur i Centralafrikanska republiken.   Den ligger i prefekturen Ouaka, i den centrala delen av landet, 400 km nordost om huvudstaden Bangui. Antalet invånare är 16 571.
I omgivningarna runt Ippy växer huvudsakligen savannskog. Runt Ippy är det mycket glesbefolkat, med 2 invånare per kvadratkilometer.